# Antenore Marmiroli
Antenore Marmiroli (Suzzara, 6 settembre 1919 – Suzzara, 24 marzo 1998) è stato un allenatore di calcio e calciatore italiano, di ruolo attaccante.

## Carriera
Inizia la carriera in Serie C nel Suzzara, con cui raggiunge la Serie B nel 1946 disputando due stagioni in cadetteria.
Nel 1948 passa alla Reggiana con cui disputa un altro campionato di Serie B e l'anno seguente si trasferisce alla Bondenese dove termina la sua carriera; ha allenato il Mantova durante i campionati di Serie C 1951-1952 e 1952-1953, e il Frosinone nella stagione successiva.
Il Palazzetto dello Sport di Suzzara gli è stato intitolato alla memoria.